# Joshua Kadison
Joshua Kadison (Los Angeles, 8 februari 1963) is een Amerikaans zanger en liedjesschrijver.
Kadison is geboren in Hollywood (Los Angeles). Hij begon piano te spelen en liedjes te schrijven toen hij 12 jaar oud was. Na het overlijden van zijn moeder verliet hij het ouderlijk huis. Hij kwam ten slotte in Nashville terecht.
Kadison is onder meer beïnvloed door Cole Porter en George Gershwin, en is vooral bekend geworden door nummers als Jessie en Beautiful in my eyes.

## Discografie
- 1994: Painted Desert Serenade
- 1995: Delilah Blue
- 1998: Saturday night in Storyville
- 1999: Troubadour in a timequake
- 2001: Vanishing America
- 2005: The Venice Beach Sessions - Part 1
- 2006: The Venice Beach Sessions - Part 2
- 2008: Return Of The Dragonfly EP

### NPO Radio 2 Top 2000
| Nummer met noteringen in de NPO Radio 2 Top 2000 | '99 | '00 | '01  | '02  | '03 | '04  | '05  | '06  | '07  | '08  | '09 | '10  | '11  | '12  | '13  | '14  | '15  |
| ------------------------------------------------ | --- | --- | ---- | ---- | --- | ---- | ---- | ---- | ---- | ---- | --- | ---- | ---- | ---- | ---- | ---- | ---- |
| Jessie                                           | 663 | 796 | 1266 | 1222 | 752 | 1247 | 1355 | 1605 | 1557 | 1327 | -   | 1999 | 1660 | 1635 | 1662 | 1901 | 1930 |

1. ↑  Een '-' betekent dat het nummer niet was genoteerd en een vetgedrukt getal geeft de hoogste notering aan.
2. ↑  Deze tabel is bijgewerkt tot en met de laatste editie (2024).

## Boeken
- 17 ways to eat a mango: A discovered journal of life on an island of miracles. Hyperion, New York 1999. ISBN 0-7868-6457-5